# Grabe pri Ljutomeru
Grabe pri Ljutomeru – wieś w Słowenii, w gminie Križevci. W 2018 roku liczyła 117 mieszkańców.